# Olivereta
Olivereta es el nombre que recibe el distrito número 7 de la ciudad de Valencia (España). Limita al norte con Campanar y el municipio de Mislata, al este con Extramurs, al sur con Patraix y al oeste con el municipio de Chirivella. Está compuesto por cinco barrios: Nou Moles, Soternes, Tres Forques, La Fuensanta y La Luz. Su población censada en 2022 era de 48.686 habitantes según el Ayuntamiento de Valencia.

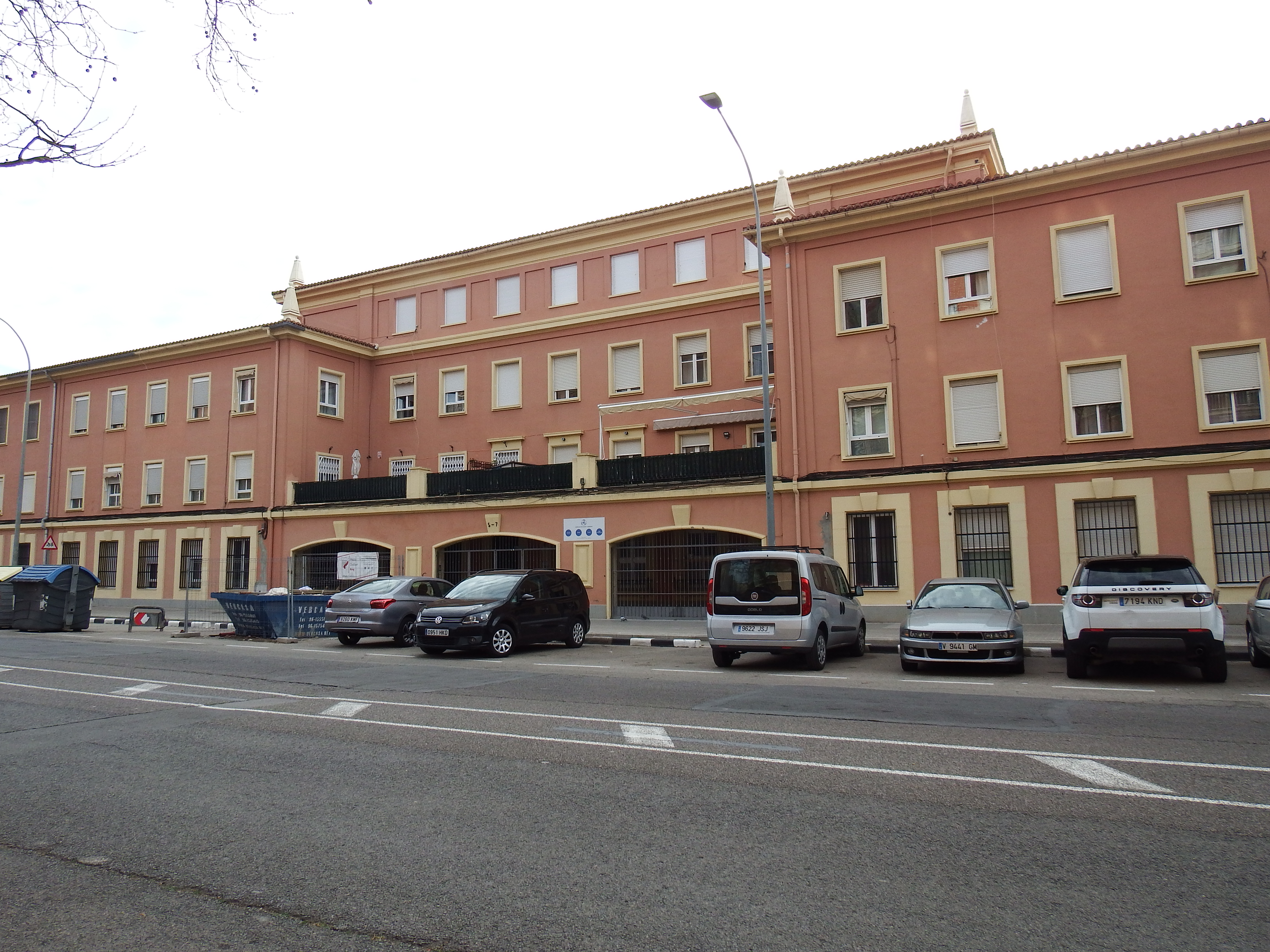
Un edificio en la calle Santa Cruz de Tenerife en Olivereta.